# Пименовский тупик
Пи́меновский тупик — тупик в центре Москвы. Примыкает к нечётной стороне Краснопролетарской улицы за домом № 9.

## Происхождение названия
Назван в конце XIX века по близлежащей церкви Преподобного Пимена в Новых Воротниках и Пименовской улице, к которой примыкал тупик. Прежнее название Церковный проезд Пимена Нового дано по той же церкви. В 1936—1955 годах тупик последовательно назывался Краснопролетарский тупик, проезд, переулок по Краснопролетарской улице, в которую была переименована Пименовская. В 1955 году тупику возвращено старое название.

## История
Тупик возник в слободе Новые Воротники, образованной во второй половине XVII века. Тупик частично проходит вдоль южной части ограды церкви Преподобного Пимена и заканчивается во дворе дома № 38 по Долгоруковской улице. В середине 1980-х годов в связи со строительством дома № 9 по Краснопролетарской улице здания в начале тупика были снесены.